# Jezioro Samotne
Jezioro Samotne – słodkowodne, antropogeniczne jezioro położone na Międzyodrzu, naprzeciw wsi Siadło Dolne, w pobliżu autostrady A6, na terenie powiatu gryfińskiego. Rezerwat stanowi część Parku Krajobrazowego Doliny Dolnej Odry.
Jezioro powstało w latach trzydziestych XX wieku w wyniku wybierania ziemi pod budowę autostrady. Samotne ma kilkanaście metrów głębokości. Jezioro znajduje się na terenie objętym strefą ciszy.